# Westend (Francoforte sul Meno)

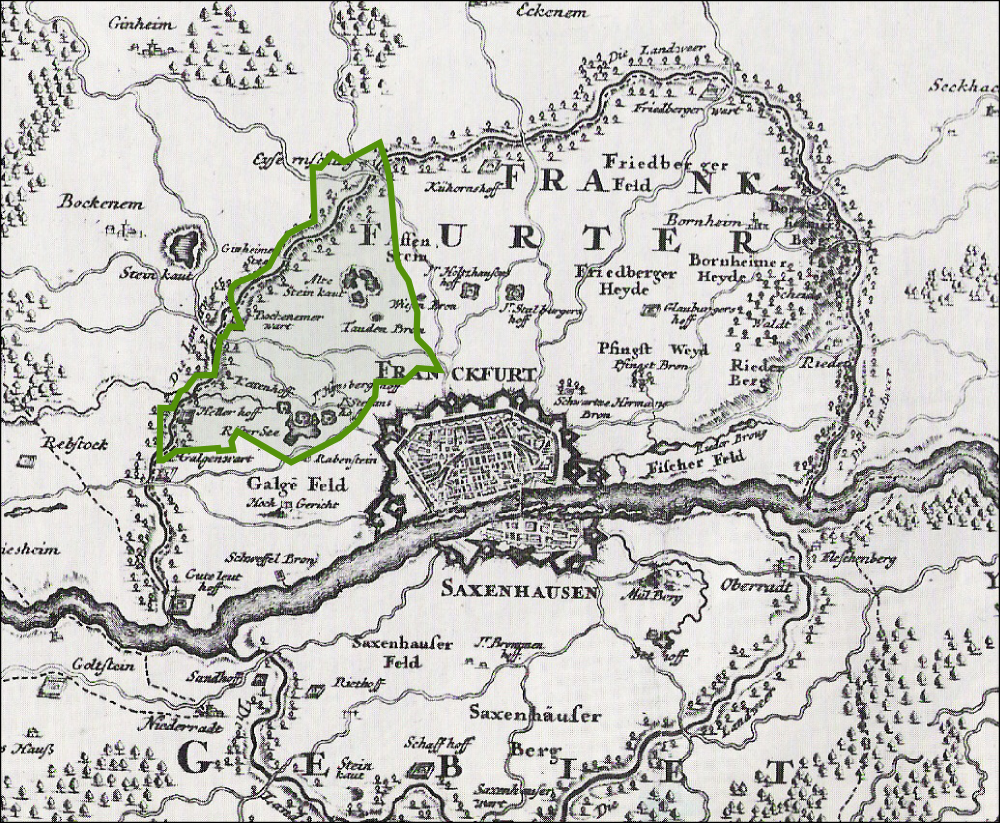
Disegno di una mappa di Francoforte del 1700, dove in verde è evidenziato il distretto Westend

Westend-Nord e Westend-Süd sono due distretti cittadini situati a Francoforte sul Meno, in Germania. La divisione in una parte settentrionale e una meridionale è principalmente dovuta per scopi amministrativi poiché il distretto Westend è generalmente considerato come un'entità unica. Entrambi i distretti cittadini fanno parte dell'Ortsbezirk Innenstadt II. Il distretto risale all'epoca guglielmina.